# Câble catégorie 8
Le câble de catégorie 8 est un câble de type Ethernet. Il permet de transmettre des données à des fréquences jusqu'à 2 000 MHz et à des débits à partir de 25 Gbit/s allant jusqu'à 40 Gbit/s sur une longueur de 30 mètres. Il est compatible avec les anciennes générations tel que le catégorie 7, dont il est le successeur. Il est nécessaire de le combiner avec un câblage blindé.

## Ratification
La catégorie 8 a été ratifiée par le groupe de travail TR43 sous ANSI/TIA 568-C.2-1. Elle est définie jusqu’à 2000 MHz et uniquement pour des distances jusqu’à 30 m ou 36 m, selon les cordons de brassage utilisés.
Spécification du câble catégorie 8 :
- Vitesse : 40 Gbps à 100 Gbps
- Fréquence maximale : 1 GHz
- Longueur maximale :  50 m pour du 40 Gbps et 15 m pour du 100 Gpbs